# Aleta Wendo
Aleta Wendo (também conhecida como Wendo) é uma cidade do sul da Etiópia. Está localizada em uma região fértil de floresta próxima ao Lago Abaya e das fontes dos rios Ganale Dorya e Dawa. É a sede administrativa da woreda de Aleta Wendo.